# Cha quan
Le cha quan (chinois : 插拳 ; pinyin : chā quán) ou cha chui (叉捶, chā chuí) est l'art martial traditionnel de la minorité chinoise des Hui. Il appartient donc à la famille des arts martiaux chinois (wushu).
Les Hui tiennent une place importante parmi la multitude des minorités existantes en Chine. Ils étaient au nombre de dix millions de personnes en 2000, soit le quatrième rang de population après les Han, les Zhuang et les Mongols. Ils sont répartis sur tout le territoire (principalement dans les provinces du Níngxià, Gansu, Qinghai, Xinjiang, Henan, Hebei, Shandong, Yunnan) et souvent regroupés en village ou en quartier, ce qui constitue une de leurs particularités : ils sont « largement dispersés et rassemblés en petits groupes », souvent sur ou à proximité des lignes de communication. Il existe de nombreuses zones autonomes hui, la région autonome du Níngxià qui est le « berceau des Hui » (en mandarin 回族之乡, Huízú zhī xiāng), de nombreux départements et districts autonomes.
Les Hui pratiquent la religion musulmane. L'islam (soufisme) s'est perpétué dans la communauté depuis ses origines, a joué un rôle non négligeable dans sa formation et influence encore toute sorte d'aspects de sa vie. Il est arrivé en Chine au VIIe siècle avec les premiers commerçants arabes et perses et fut appelé au cours de l'histoire « loi des Huihui » (huihuifa), « religion des Huihui » (huihuijiao), « religion de la pureté et de la vérité » (qingzhenjiao).
Le cha quan est souvent nommé la « boxe de l'islam » (jiaomen quan), « boxe des Huihui » (huihui quan). Ces appellations génériques ne lui sont pas réservées et peuvent de même être employées pour d'autres boxes pratiquées dans la communauté hui (comme les tantui, le xinyiliuhe quan ou le tangping quan).

## Les origines
Il existe principalement trois hypothèses traditionnelles ; elles fixent chacune la naissance de la boxe à des époques différentes mais, malgré cela, font toutes mention d’un personnage hui nommé Cha Mi'er, souvent présenté comme un militaire.
La première hypothèse est la suivante. Pendant la dynastie Tang (618 - 907), une troupe de soldats hui entreprit un voyage dans les plaines centrales. En passant dans le district de Guan dans la province de Shandong, un jeune général nommé Hua Zongqi dut être laissé dans un village hui (Zhangyizhuang) pour être soigné de ses blessures. Une fois guéri, il enseigna aux villageois l'art martial dans lequel il excellait pour les remercier, la « boxe des postures » (jiazi quan) ou la « boxe des grandes postures » (dajia quan). Le nombre de disciples ne cessant d'augmenter, il dut demander à son aîné, Cha Yuanyi ou Cha Mi'er, de venir l'aider. Celui-ci était spécialiste de la « boxe des positions du corps » (shenfashi quan) ou « boxe des petites postures » (xiaojia quan). Par la suite, on utilisa leurs noms pour désigner leurs boxes, elles devinrent respectivement la boxe de Hua et la boxe de Cha.
La deuxième hypothèse est la suivante. Sous la dynastie Ming (1368 - 1644), pendant les invasions japonaises, les gouvernants donnèrent l'ordre de recruter des soldats et former des troupes pour s’opposer à ces invasions. Cha Mi'er (ou Cha Shangyi), un Hui originaire de la région du Xinjiang, décida de s’enrôler dans cette armée et de partir au combat. Le voyage était long. Avant d’arriver à destination il tomba malade et fut laissé par ses compagnons dans le village Zhangyizhuang du district de Guan. Après son rétablissement, il décida d’enseigner aux villageois son art martial pour les remercier. C’est ainsi que se répandit le cha quan.
La troisième hypothèse est la suivante. Pendant la dynastie Qing (1644 - 1911) et l'occupation de Pékin (1901) par les armées des huit puissances alliées (baguo lianjun), Cha Mi'er, mû par un sentiment d’indignation, entreprit un voyage des provinces de l’ouest jusqu'à la capitale afin de combattre l’envahisseur. Il tomba malade dans la région du district de Cang où il fut soigné par la médecine musulmane. Les troubles avaient déjà cessé lorsqu'il fut rétabli. Il ne possédait rien à donner en dédommagement des soins qu’il avait reçus et décida alors de rester enseigner son art martial en remerciement. Cha Shangyi et Cha Shouyi lui succédèrent, ainsi la boxe fut-elle nommée cha quan.
Ces histoires contiennent une grande part de légende. Elles ne correspondent sans doute pas à des faits historiques. L’existence même de Cha Mi'er est à mettre en doute.

### Le personnage fondateur: Cha Mi'er
Il est présent dans chaque histoire sur les origines du style mais il n’existe aucun document à son sujet, il n’apparaît que dans ces légendes et ne peut être considéré comme un personnage historique mais seulement comme un mythe. Il est parfois associé à Hua Zongqi qui ne tient souvent qu’un rôle secondaire, l’ordre hiérarchique est respecté puisqu’il est son cadet. Ils sont parfois interchangeables, pour la même hypothèse, on peut trouver que Hua Zongqi est arrivé le premier dans le Shandong et a par la suite appelé son aîné, mais parfois aussi exactement l’inverse, ce qui montre une fois de plus la faible crédibilité de ces histoires.
Le fondateur du cha quan possède plusieurs noms : Cha Yuanyi, Cha Shangyi, Cha Shouyi et Cha Mi'er. Son nom le plus usité, Cha Mi'er, n’est pas un nom hui traditionnel ; il est composé d'un nom de famille chinois (Cha) et d'un titre hui (Mi'er) qui en persan désigne un chef ou un officier supérieur. Nous pouvons interpréter cela comme une volonté de montrer la sinisation du personnage tout en lui conservant une trace de sa propre culture.

### La fondation de la boxecha quan
Le fondateur vient des régions de l’Ouest qui sont les provinces d’origine des Hui. Pour cette communauté éparpillée dans tout le pays, elles représentent leur racine et un point commun entre tous ses membres. Cha Mi'er qui est un « pur » Hui (même son titre perse est caractéristique) symbolise en quelque sorte la quintessence de ce peuple et le rayonnement du berceau de la mère patrie (l’Ouest) sur ses enfants de l’Est.
C’est un général ou un soldat qui fait partie d’une troupe composée de Hui, ceci montre la puissance de ce peuple qui ne veut pas être considéré inférieur et qui cherche sa place dans une Chine où le « chauvinisme Han » est étouffant. Lors de son voyage, il véhicule une connaissance et un art précieux qu’il peut transmettre à d’autres Hui puisque ce capital appartient à la communauté tout entière. On voit ici la solidarité et l’entraide dont ils font preuve pour lutter contre la majorité ethnique que constitue les Han, mais cette « hostilité » est aussitôt contredite. Son long périple a été une preuve de dévotion, de bravoure et d’obéissance au pouvoir central. Dans l’hypothèse qui fixe sa venue sous les Tang, il venait dans l’Est pour combattre les insurrections commanditées par An Lushan et Shi Siming ; dans celle des Ming, il décide de s’enrôler dans une armée et de partir lutter contre les pirates japonais ; dans la dernière, il vient combattre les troupes impérialistes étrangères. Dans ces trois légendes, il vient, seul ou avec une troupe, mais toujours de son plein gré jusque dans l’Est pour maintenir la paix dans le pays et la stabilité du pouvoir en place.
Ces légendes ont souvent été écrites ou retouchées après la prise du pouvoir en 1949 par le Parti communiste chinois.

## Les principales branches ducha quan
Pendant la longue histoire des arts martiaux chinois, il est apparu de nombreuses divergences dans les styles et les enchaînements suivant leurs lieux de pratique et la personnalité des professeurs. Les cha quan de Jining, Shanghai, Shenyang ou du district de Guan sont très différents.

### La branche Li
Li Enju (1857 - 1932, prénom social Huiting) est originaire d'une famille de pratiquants d’arts martiaux de Jining dans le Shandong. Il pratique dès l’enfance avec son père Li Zhenquan le cha quan. En 1877, il prend la route pour apprendre auprès d’autres professeurs. En 1915, il fonde une société de gardes du corps ; en 1929, il est engagé à l’association Jingwu de Shanghai (ses enfants Li Longbiao et Li Fengbiao y ont aussi enseigné par la suite). Il a eu Sha Rongmin comme élève.

### La branche Yang
Yang Hongxiu (1864 - 1944, prénom social Fengzhen) est originaire du district de Guan dans le Shandong. Il apprend le cha quan dès son enfance avec Hong Zhanyuan et Ma Laowei. Il a enseigné au Département des arts martiaux de Ma Liang et l’a aidé à compiler et promouvoir les « nouveaux arts martiaux chinois » (zhonghua xinwushu). En 1919, il part enseigner à l'Association des arts martiaux chinois de Shanghai. Il finit ses jours dans le district de Shen dans le Shandong. Il a été surnommé « Yang Hongxiu la Grande Lance » (daqiang yang hongxiu) et « Yang le Poing-Éclair » (kuaiquan yang).
Wang Ziping, Ma Jinbiao, He Zhenjiang, Ma Yufu sont tous ses disciples.
La branche Yang est représentée au sein de l’Académie des arts martiaux chinois de Shanghai par Wang Fengzhang (neveu de Wang Ziping), Feng Xiangrui, Hu Hanping (fondateur de la boxe du prisonnier wusong) et par Wong Tunken (fondateur du Cercle de wushu en 1975 à Paris).

### La branche Zhang
Zhang Qiwei (1849 - 1933) est originaire du district de Guan, il commence le cha quan dès 1859 avec Zhang Qian. Il est connu dans la région est du Shandong pour ses « paumes de fer et doigts d’acier » (tiezhang gangzhi) qui peuvent percer le ventre d’un bœuf. Il commence à enseigner chez lui en 1886 aux gens du village et des alentours. Il est très rigoureux dans le choix de ses disciples, insiste sur la morale des arts martiaux et est très sévère avec ses élèves qui sont, pour un grand nombre, très connus : Zhang Xitai, Zhang Fengling, Zhang Yingzhen, Zhang Yingjian, Chang Zhenfang, Zhang Xiyan, Li Chaoqun, He Zhenquan, Song Yizhou, He Yingting.

## Le systèmecha quan
Le terme de cha quan est ambigu en mandarin. Il peut désigner la boxe cha quan et ses dix enchaînements ou bien l'ensemble des techniques regroupées avec celle-ci, c’est-à-dire les trois séries d’exercices de base, les treize enchaînements à mains nues des boxes annexes, de nombreuses formes avec armes longues et armes courtes ainsi que des combats combinés. Nous utiliserons ici le terme de cha quan pour la boxe et « système du cha quan » pour l’ensemble des techniques qui sont pratiquées avec elle.
Il est difficile de donner le contenu exhaustif du style, il varie beaucoup suivant les régions et écoles. Il arrive souvent que certaines possèdent des techniques qu’on ne retrouve pas ailleurs comme par exemple les enchaînements des trois étoiles (sanxing quan) et des sept étoiles (qixing quan) de Liaocheng ou les six vrilles (liuluzuane) de Pékin. Nous allons donner ici uniquement ce qui est communément répandu.
Il est parfois impossible de déterminer l’origine précise de certains enchaînements, un style n’est jamais refermé sur lui-même, il subit l’influence d’autres écoles. Certaines techniques existent indépendamment (comme les tantui), d’autres ne sont plus pratiqués que dans le système du cha quan (pao quan, fan quan).

### Positions et mouvements

#### Les formes de mains (shouxing)
Les arts martiaux chinois possèdent un grand nombre de formes de mains. On peut y trouver environ une vingtaine de formes de poing et paume, plusieurs formes de crochets, de doigts et de griffes suivant les boxes. Le Cha quan est lui assez pauvre dans ce domaine, il ne contient que trois formes de poing, deux formes de paumes et de crochets. La variété des frappes, blocages et saisies est donc assez limitée.
Le poing (quan) :
Les trois formes de poing : le poing vertical (liquan), le poing horizontal (pingquan), le poing incliné (xiequan).
Pendant la frappe, le poing pivote sur lui-même et arrête sa rotation au moment de l'impact.
La paume (zhang) :
Les cinq formes de paume : la paume verticale de profil (celizhang), la paume verticale lizhang), la paume de profil (cezhang), la paume horizontale (pingzhang), la paume ondulée walengzhang)
La main en crochet (goushou) :
Les deux formes de crochet : le crochet droit (zheng goushou), le crochet inverse (fan goushou).

#### Les pas (buxing)
Les positions employées en Cha quan sont des positions de base communes à toutes les « boxes longues ». Elles doivent être pratiquées assez basses pour faire travailler les muscles des cuisses et l'étirement des tendons.
Le pas en arc (gongbu), le pas du cavalier (mabu), le pas en arc de profil (hengdangbu), le pas accroupi (pubu), le pas vide (xubu), le pas assis (xiebu), le pas en forme de T (dingbu).

#### Les mouvements
Le haut du corps
- Techniques de poings (quanfa),
- Techniques de paumes (shoufa)
- Techniques de coude (zhoufa)

Les jambes
- Techniques de pas (bufa)
- Techniques de jambes (tuifa)
- Techniques de sauts (tiaoyue)

Les équilibres (pingheng)

### Les enchainements ouTao Lu
Il existe dix enchaînements (道路, dàolù) de Cha quan, ils sont classés dans un ordre précis et portent tous un nom bien qu’on les désigne aussi souvent simplement par leur numéro. Le contenu des enchaînements varie beaucoup selon les branches de la boxe, nous décrirons ci-dessous la manière dont ils sont pratiqués dans le district de Guan.

#### «La mère et le fils» (yilu muzi) 1
Yilu muzi quan (一路（母子拳)) joue le rôle d’introduction à la boxe et pour cela fait travailler donc principalement les postures de base et la correction des mouvements.

#### «Les mains mobiles» (erlu xingshou) 2
Erlu, xingshou quan (二路（行手拳), également appelé zhengquanji。(正拳及。ou fuquan 副拳) est tonique, rapide, comprend beaucoup de déplacements et de techniques de paumes traversantes.

#### «Pieds volants» (sanlu feijiao) 3
Sanlu, feijiao quan (三路（飞脚拳）) est relativement court, compte un certain nombre de paumes traversantes, de pas plantés et de renversements de corps.

#### «Essor et paix» (silu shengping) 4
Silu, shenping quan' (四路（升平拳）) est de loin le plus largement répandu de la boxe Cha quan..Il est techniquement le plus riche des enchainements et il contient la plupart des mouvements représentatifs du style plus un certain nombre d’autres techniques originales et esthétiques.

#### «L’Est des passes» (wulu guandong) 5
wulu, feihu quan (五路（飞虎拳）, « 5e route, le poing du tigre volant ») n’est pas très long, les mouvements s’enchaînent élégamment. Il ressemble en certains points au précédent.

#### «Embuscade» (liulu maifu) 6
Liulu, maifu quan (六路（埋伏拳）, 6e route, le poing de l'embuscade). Ses techniques sont denses, il comporte beaucoup de coups de pied sautés et fait partie d’un des plus longs enchaînements.

#### «Fleur de prunier» (qilu meihua) 7
Qilu, meihuq quan (七路（梅花拳）, « 7e route, poing des fleurs de prunier »). Il s’effectue sur un rythme rapide et avec peu de mouvements d’arrêt. Ses nombreux changements de directions sont soudains ; il contient des techniques assez rares comme un balayage avant de la jambe gauche, un demi grand écart au sol.

#### «Anneaux enchaînés» (balu lianhuan) 8
balu, lianhuan quan (八路（连环拳）, « 8e route, enchaînement de poing »). Il est assez court et sobre, ses mouvements sont nets et élégants.

#### «Le dragon remue la queue» ( jiulu longbaiwei) 9
jiulu, longbaiwei quan (九路（龙摆尾拳）, « 9e route, poing du dragon qui remue la queue »). Son rythme est saccadé, les mouvements de bras variés s’enchaînent avec peu de déplacements, c’est le plus long des dix.

#### «Poings enchaînés» (shilu chuanquan) 10
'shilu, chuantong quan (十路（串通拳）, « 10e route, poing de la collaboration ». Il est assez différent des autres de par son style. On y trouve un grand nombre de mouvements inédits et surtout beaucoup de mains en crochet, son rythme est clair et saccadé.

### LesTantuiou jambes fouettées
Le terme de Tantui désigne une boxe à part entière avec un système complet comprenant des enchaînements à mains nues, avec armes et des combats combinés
Pour ces origines, il est souvent fait mention de personnages musulmans, « le maître originaire de la région des monts Kunlun »
Les Tantui sont très répandus chez les Hui, ce que l’on voit au travers du terme : « Tantui de l’islam ». De plus, les grands maîtres réputés pour leur pratique de cette boxe sont en majorité d’origine Hui (Wang Ziping, Ma Jinbiao…).
Elle possède des origines et un développement indépendant du Cha quan qui n’a fait que lui emprunter des techniques pour en faire ses premiers exercices de base.
Ce sont ces séries de six, dix ou douze exercices comprenant beaucoup de techniques de jambe qui ont fait sa réputation. Elles contiennent la majorité des mouvements de base des boxes longues du Nord de la Chine

### Les 6 principes du style
Ils sont tous reliés entre eux, de la sorte « l’intérieur et l’extérieur ne font qu’un »

#### Les trois principes externes
1 - Les mouvements :
« Les postures sont allongées » (zishi shuzhan), « Les mouvements sont complets et coordonnés » (xietiao wanzheng).
"La taille guide les épaules et les bras. Les hanches dirigent les jambes et les pas. "
2 - La force :
« La force est déployée sans obstacle » (fali shunda), «Les mouvements sont cinglants rapides et puissants » (cui kuai you li).
Le bras (ou la jambe) est relâché jusqu’au dernier moment avant l’impact, la force (contraction) est déployée pendant un très bref instant puis le bras est de nouveau rapidement décontracté (tout en restant tendu).
3 - Le rythme :
« Le rythme est clair et rapide » (jiezou mingkuai)
Les mouvements sont groupés et leurs exécutions alternent le souple et le dur, le calme et la détermination.

#### Les trois principes internes
1 - L’essence (jing) ou "intention" :
« Combattre un adversaire comme s’il n’y avait personne devant soi et s’entraîner comme si on avait un adversaire. » (xing quan you ren ruo wu ren, shi fa wu ren ruo you ren)
2 - Le souffle (qi) :
« Le souffle catalyse la force. » La respiration s’effectue par le nez, la bouche fermée en utilisant la respiration ventrale.
3 - L’esprit (shen) :
L’esprit se manifeste principalement par le regard qui est d’ailleurs appelé en chinois « l’esprit des yeux » (yanshen)
« L’intention et le souffle sont comme les racines de l’arbre, les mouvements ressemblent aux branches et aux feuilles des arbres, si l’on ne recherche que l’apparence et non pas le fondement alors l’art sera superficiel et facilement tari. » (yi qi ru shu zhi genjing, dongzuo si shu zhi zhiye, bu qiu ben er qiu biao ze yi qian yi ku)
Tous ces termes font partie du vocabulaire taoïste, ce sont des notions complexes et chargées de sens.